# Юдит Франкська
Юдит Франкська (фр. Judith; бл. 843 — бл. 870) — англосаксонська королева-консорт Вессексу та маркграфиня-консорт Фландрії.

## Життєпис
Походила з династії Каролінгів. Старша донька Карла II, короля Західнофранкського королівства, та Ірментруди Орлеанської. Народилася близько 843 року. 

### Королева Вессексу
У 856 році король Вессексу Етельвульф при поверненні з прощі до Риму затримався при дворі Карла II. Ще в липні Етельвульф домовився про шлюб з Юдит. Це був політичний союз, спрямований на об'єднання зусиль для протидії нападам вікінгів. Весільна церемонія відбулася 1 жовтня 856 року у палаці Вербері-сюр-Уаз. Гінкмару, архієпископу Реймсу, було доручено написати порядок служби для вінчання та помазання Юдит, які відбувалися одночасно. Під час обряду нареченій одягли обручку та вручили дари. Частиною ритуалу було покладання діадеми на її голову з благословенням єпископа. При коронації Юдит була помазана миром. Етельвульф вшанував її, назвавши після церемонії королевою. Незвичайність цього кроку полягала в тому, що присвоєння титулу королеви не було прийняте у Вессексі. У 801 році подібні дії щодо Едбурги призвели до заворушень серед вессекської знаті. Втім, згідно з хроністами, батько Юдит наполіг на її коронації.
Юдит до Вессексу привезла деяких вчених, митців, священників. Невдовзі пасерб Етельбальд повстав проти Етельвульфа, побоючись, що той може передати королівство майбутньому синові від Юдит. Зрештою батько і син розділили королівство. А вже 858 року чоловік Юдит помер.
Невдовзі Етельбальд, що став королем Вессексу, одружився з Юдит. За різними відомостями шлюб було анульовано церквою, або Юдит залишалася дружиною Етельбальда до його смерті у 860 році. Після цього повернулася до Франкської імперії, де пішла до монастиря в Санлісі. Тут перебувала під королівським захистом батька і єпископською опікою.

### Маркграфиня Фландрії
861 року Юдит втекла або була викрадена графом Балдуїном. Припускають, що в цьому їй допоміг брат Людовик. Незважаючи на гнів Карла II, що 862 року оголосив про позбавлення викрадача дочки всіх його ленних володінь, а архієпископ Гінкмар відлучив від церкви, Балдуїн відмовився віддати Юдит. Король направив листи до Рорика Ютландського, намісника Фризландії, і Хунгеру, єпископа Утрехта, в яких він закликав їм не впускати Балдуїна і Юдит до їх володінь або навіть заарештувати їх. Однак їм вдалося спочатку сховатися у брата Юдит — Лотара II, короля Лотарингії, а потім досягти Риму, де папа римський Миколай I помилував їх і зняв відлучення. 863 року повернулися до Західнофранкського королівства, де чоловік Юдит отримав маркграфство Фландрія, а невдовзі й Тернуа, Ваас і абатство святого Петра в Генті.
В наступні Юдит роки активно допомагала чоловікові в розбудові володінь, зокрема, столиці Брюге. 
Юдит Франкська померла близько 870 року.

## Родина
- Карл (бл. 864/865 — д/н)
- Балдуїн (865/867 — 918), 2-й граф Фландрії
- Рауль (867/870 — 896), граф Камбре